# Bouledogue Bazar
 (novembre 2021).
Si vous disposez d'ouvrages ou d'articles de référence ou si vous connaissez des sites web de qualité traitant du thème abordé ici, merci de compléter l'article en donnant les références utiles à sa vérifiabilité et en les liant à la section « Notes et références ».
Bouledogue Bazar était une émission de télévision jeunesse québécoise diffusée de 1995 à 2002. Chaque samedi et dimanche matin, des sketches, des chansons et des chroniques étaient proposés aux enfants entre deux dessins animés.
L'émission succédait à Vazimolo, qui était animée par André Robitaille.
Au départ, l'émission mettait en vedette Max (France Parent), Boris (Didier Lucien) et Labrosse (Martin Petit), mais dès 1996, ces deux derniers furent remplacés par Jules (Charles Gaudreau) jusqu'en 2002. Max et Jules devinrent assez rapidement des personnages incontournables dans l'univers télévisuel des jeunes. Leur humour était à mi-chemin entre La Boîte à Surprise et le Capitaine Bonhomme.
Capitaine Ken et Lieutenant Ginette, Mononc'Léo, Marie-Bulle, Catherine Romanoff, Gaston Glouton et les triplettes Ouellet étaient les personnages qui revenaient souvent. Claude Legault, Robert Gravel, Guy Jodoin, Louisette Dussault, Stéphane Jacques étaient des comédiens régulièrement invités.
Martin Doyon et Jean Y. Pelletier écrivaient les textes. Anne Sénécal, Pierre Mondor et Martin Michon en assuraient la réalisation. Jean-Claude Marsan composait la musique.